# Paradise by the Dashboard Light
Paradise by the Dashboard Light is een rockhit uit 1978 van de Amerikaanse zanger Meat Loaf. Op de plaat zong hij het lied met Ellen Foley, maar in de bekende videoclip playbackte zangeres Karla DeVito het nummer. De tekst en muziek is van Jim Steinman. "Paradise by the Dashboard Light" is afkomstig van het album Bat Out of Hell uit 1977.
De plaat werd een hit in thuisland de Verenigde Staten, Canada en het Nederlandse taalgebied. Eind 1978 en begin 1979 stond de plaat in de Nederlandse Top 40 en TROS Top 50 drie weken op de nummer 1-positie en in de Nationale Hitparade vijf weken. In de Europese hitlijst op Hilversum 3, de TROS Europarade, bereikte de plaat de 6e positie.
In België bereikte de plaat de nummer 1-positie in de Vlaamse Radio 2 Top 30 en de 2e positie in de Vlaamse Ultratop 50. 
In de eerste tien edities van de jaarlijkse NPO Radio 2 Top 2000 van de Nederlandse publieke radiozender NPO Radio 2 heeft de plaat steeds in de top tien gestaan.

## Thema
In het liedje dat uit drie delen is opgebouwd, haalt een man herinneringen op aan een vrijpartij die hij in zijn tienerjaren met een meisje heeft gehad. De plaats van handeling van deze gebeurtenis is klassiek Amerikaans: in een geparkeerde auto. De handelingen van de jongen en het meisje worden vervolgens beschreven in de vorm van een verslag van een honkbalwedstrijd. In dit deel van het lied is de stem van sportverslaggever Phil Rizzuto te horen. De passage is een verwijzing naar de Amerikaanse gewoonte om diverse fasen van het liefdesspel te vergelijken met de honken in het honkbalspel: zoenen (eerste honk), borsten aanraken (tweede honk) en geslachtsdeel aanraken (derde honk). Vlak voor de thuisplaat onderbreekt het meisje de handeling omdat ze eerst wil weten of de jongen wel "tot het eind der tijden" van haar zal blijven houden. De jongen twijfelt, maar kiest uiteindelijk voor het meisje. In het laatste deel betreurt hij die keuze en hoopt hij dat dit "eind der tijden" snel zal aanbreken. Dat inmiddels al vele jaren zijn verstreken, blijkt uit de coda: "Het was lang geleden. Het was ver weg. En het was zo veel beter dan tegenwoordig."
Het woord "paradise-by-the-dashboardlight" is sinds 2005 ook opgenomen in de Dikke van Dale. Volgens het woordenboek betekent deze allusie "seksueel verkeer in de auto".

## Overige muzikanten
- Ellen Foley - zangeres, tweede stem
- Rory Dodd - overige (achtergrond)zang
- Edgar Winter - saxofoon
- Todd Rundgren - gitaar en achtergrondzang
- Kasim Sulton - basgitaar
- Roy Bittan - piano en keyboards
- Jim Steinman - keyboards en speciale effecten
- Roger Powell - synthesizer
- Max Weinberg - drums
- Phil Rizzuto - stem honkbal (sportverslaggever)

## Hitnotering

### Nederlandse Top 40
| "Paradise by the Dashboard Light" in de Nederlandse Top 40 - binnen: 25-11-1978 | "Paradise by the Dashboard Light" in de Nederlandse Top 40 - binnen: 25-11-1978 | "Paradise by the Dashboard Light" in de Nederlandse Top 40 - binnen: 25-11-1978 | "Paradise by the Dashboard Light" in de Nederlandse Top 40 - binnen: 25-11-1978 | "Paradise by the Dashboard Light" in de Nederlandse Top 40 - binnen: 25-11-1978 | "Paradise by the Dashboard Light" in de Nederlandse Top 40 - binnen: 25-11-1978 | "Paradise by the Dashboard Light" in de Nederlandse Top 40 - binnen: 25-11-1978 | "Paradise by the Dashboard Light" in de Nederlandse Top 40 - binnen: 25-11-1978 | "Paradise by the Dashboard Light" in de Nederlandse Top 40 - binnen: 25-11-1978 | "Paradise by the Dashboard Light" in de Nederlandse Top 40 - binnen: 25-11-1978 | "Paradise by the Dashboard Light" in de Nederlandse Top 40 - binnen: 25-11-1978 | "Paradise by the Dashboard Light" in de Nederlandse Top 40 - binnen: 25-11-1978 | "Paradise by the Dashboard Light" in de Nederlandse Top 40 - binnen: 25-11-1978 | "Paradise by the Dashboard Light" in de Nederlandse Top 40 - binnen: 25-11-1978 | "Paradise by the Dashboard Light" in de Nederlandse Top 40 - binnen: 25-11-1978 | "Paradise by the Dashboard Light" in de Nederlandse Top 40 - binnen: 25-11-1978 | binnen: 10-09-1988 | binnen: 10-09-1988 | binnen: 10-09-1988 | binnen: 10-09-1988 | binnen: 10-09-1988 | binnen: 10-09-1988 | binnen: 10-09-1988 | binnen: 10-09-1988 | binnen: 10-09-1988 | binnen: 10-09-1988 |
| Week                                                                            | 1                                                                               | 2                                                                               | 3                                                                               | 4                                                                               | 5                                                                               | 6                                                                               | 7                                                                               | 8                                                                               | 9                                                                               | 10                                                                              | 11                                                                              | 12                                                                              | 13                                                                              | 14                                                                              |                                                                                 | 15                 | 16                 | 17                 | 18                 | 19                 | 20                 | 21                 | 22                 | 23                 |                    |
| ------------------------------------------------------------------------------- | ------------------------------------------------------------------------------- | ------------------------------------------------------------------------------- | ------------------------------------------------------------------------------- | ------------------------------------------------------------------------------- | ------------------------------------------------------------------------------- | ------------------------------------------------------------------------------- | ------------------------------------------------------------------------------- | ------------------------------------------------------------------------------- | ------------------------------------------------------------------------------- | ------------------------------------------------------------------------------- | ------------------------------------------------------------------------------- | ------------------------------------------------------------------------------- | ------------------------------------------------------------------------------- | ------------------------------------------------------------------------------- | ------------------------------------------------------------------------------- | ------------------ | ------------------ | ------------------ | ------------------ | ------------------ | ------------------ | ------------------ | ------------------ | ------------------ | ------------------ |
| Nummer                                                                          | 22                                                                              | 11                                                                              | 4                                                                               | 2                                                                               | 1                                                                               | 1                                                                               | 1                                                                               | 2                                                                               | 2                                                                               | 5                                                                               | 12                                                                              | 16                                                                              | 28                                                                              | 40                                                                              | uit                                                                             | 26                 | 17                 | 11                 | 9                  | 9                  | 10                 | 14                 | 26                 | 36                 | uit                |

### Nederlandse Single Top 100
| "Paradise by the Dashboard Light" in de Nederlandse Single Top 100 - binnen: 25-11-1978 | "Paradise by the Dashboard Light" in de Nederlandse Single Top 100 - binnen: 25-11-1978 | "Paradise by the Dashboard Light" in de Nederlandse Single Top 100 - binnen: 25-11-1978 | "Paradise by the Dashboard Light" in de Nederlandse Single Top 100 - binnen: 25-11-1978 | "Paradise by the Dashboard Light" in de Nederlandse Single Top 100 - binnen: 25-11-1978 | "Paradise by the Dashboard Light" in de Nederlandse Single Top 100 - binnen: 25-11-1978 | "Paradise by the Dashboard Light" in de Nederlandse Single Top 100 - binnen: 25-11-1978 | "Paradise by the Dashboard Light" in de Nederlandse Single Top 100 - binnen: 25-11-1978 | "Paradise by the Dashboard Light" in de Nederlandse Single Top 100 - binnen: 25-11-1978 | "Paradise by the Dashboard Light" in de Nederlandse Single Top 100 - binnen: 25-11-1978 | "Paradise by the Dashboard Light" in de Nederlandse Single Top 100 - binnen: 25-11-1978 | "Paradise by the Dashboard Light" in de Nederlandse Single Top 100 - binnen: 25-11-1978 | "Paradise by the Dashboard Light" in de Nederlandse Single Top 100 - binnen: 25-11-1978 | "Paradise by the Dashboard Light" in de Nederlandse Single Top 100 - binnen: 25-11-1978 | "Paradise by the Dashboard Light" in de Nederlandse Single Top 100 - binnen: 25-11-1978 | "Paradise by the Dashboard Light" in de Nederlandse Single Top 100 - binnen: 25-11-1978 | "Paradise by the Dashboard Light" in de Nederlandse Single Top 100 - binnen: 25-11-1978 | "Paradise by the Dashboard Light" in de Nederlandse Single Top 100 - binnen: 25-11-1978 | "Paradise by the Dashboard Light" in de Nederlandse Single Top 100 - binnen: 25-11-1978 | binnen: 27-8-1988 | binnen: 27-8-1988 | binnen: 27-8-1988 | binnen: 27-8-1988 | binnen: 27-8-1988 | binnen: 27-8-1988 | binnen: 27-8-1988 |
| Week                                                                                    | 1                                                                                       | 2                                                                                       | 3                                                                                       | 4                                                                                       | 5                                                                                       | 6                                                                                       | 7                                                                                       | 8                                                                                       | 9                                                                                       | 10                                                                                      | 11                                                                                      | 12                                                                                      | 13                                                                                      | 14                                                                                      | 15                                                                                      | 16                                                                                      | 17                                                                                      |                                                                                         | 18                | 19                | 20                | 21                | 22                | 23                | 24                |
| --------------------------------------------------------------------------------------- | --------------------------------------------------------------------------------------- | --------------------------------------------------------------------------------------- | --------------------------------------------------------------------------------------- | --------------------------------------------------------------------------------------- | --------------------------------------------------------------------------------------- | --------------------------------------------------------------------------------------- | --------------------------------------------------------------------------------------- | --------------------------------------------------------------------------------------- | --------------------------------------------------------------------------------------- | --------------------------------------------------------------------------------------- | --------------------------------------------------------------------------------------- | --------------------------------------------------------------------------------------- | --------------------------------------------------------------------------------------- | --------------------------------------------------------------------------------------- | --------------------------------------------------------------------------------------- | --------------------------------------------------------------------------------------- | --------------------------------------------------------------------------------------- | --------------------------------------------------------------------------------------- | ----------------- | ----------------- | ----------------- | ----------------- | ----------------- | ----------------- | ----------------- |
| Nummer                                                                                  | 15                                                                                      | 5                                                                                       | 4                                                                                       | 3                                                                                       | 1                                                                                       | 1                                                                                       | 1                                                                                       | 1                                                                                       | 1                                                                                       | 2                                                                                       | 2                                                                                       | 6                                                                                       | 7                                                                                       | 14                                                                                      | 21                                                                                      | 24                                                                                      | 37                                                                                      | uit                                                                                     | 63                | 29                | 16                | 14                | 4                 | 4                 | 3                 |
| Week                                                                                    | 25                                                                                      | 26                                                                                      | 27                                                                                      | 28                                                                                      | 29                                                                                      | 30                                                                                      | 31                                                                                      |                                                                                         |                                                                                         |                                                                                         |                                                                                         |                                                                                         |                                                                                         |                                                                                         |                                                                                         |                                                                                         |                                                                                         |                                                                                         |                   |                   |                   |                   |                   |                   |                   |
| Nummer                                                                                  | 6                                                                                       | 8                                                                                       | 14                                                                                      | 24                                                                                      | 57                                                                                      | 63                                                                                      | 80                                                                                      | uit                                                                                     |                                                                                         |                                                                                         |                                                                                         |                                                                                         |                                                                                         |                                                                                         |                                                                                         |                                                                                         |                                                                                         |                                                                                         |                   |                   |                   |                   |                   |                   |                   |

### NPO Radio 2 Top 2000
| Nummer met noteringen in de NPO Radio 2 Top 2000 | '99 | '00 | '01 | '02 | '03 | '04 | '05 | '06 | '07 | '08 | '09 | '10 | '11 | '12 | '13 | '14 | '15 | '16 | '17 | '18 | '19 | '20 | '21 | '22 | '23 | '24 |
| ------------------------------------------------ | --- | --- | --- | --- | --- | --- | --- | --- | --- | --- | --- | --- | --- | --- | --- | --- | --- | --- | --- | --- | --- | --- | --- | --- | --- | --- |
| Paradise by the Dashboard Light                  | 5   | 5   | 5   | 5   | 5   | 6   | 6   | 7   | 10  | 6   | 12  | 9   | 11  | 19  | 22  | 17  | 30  | 27  | 27  | 29  | 35  | 34  | 35  | 24  | 29  | 36  |

1. ↑  Een vetgedrukt getal geeft de hoogste notering aan.

### Evergreen Top 1000
| Evergreen Top 1000 "Paradise by the Dashboard Light" | Evergreen Top 1000 "Paradise by the Dashboard Light" | Evergreen Top 1000 "Paradise by the Dashboard Light" | Evergreen Top 1000 "Paradise by the Dashboard Light" | Evergreen Top 1000 "Paradise by the Dashboard Light" | Evergreen Top 1000 "Paradise by the Dashboard Light" | Evergreen Top 1000 "Paradise by the Dashboard Light" | Evergreen Top 1000 "Paradise by the Dashboard Light" | Evergreen Top 1000 "Paradise by the Dashboard Light" | Evergreen Top 1000 "Paradise by the Dashboard Light" | Evergreen Top 1000 "Paradise by the Dashboard Light" | Evergreen Top 1000 "Paradise by the Dashboard Light" | Evergreen Top 1000 "Paradise by the Dashboard Light" | Evergreen Top 1000 "Paradise by the Dashboard Light" | Evergreen Top 1000 "Paradise by the Dashboard Light" | Evergreen Top 1000 "Paradise by the Dashboard Light" | Evergreen Top 1000 "Paradise by the Dashboard Light" |
| Jaar                                                 | 2008                                                 | 2009                                                 | 2010                                                 | 2011                                                 | 2012                                                 | 2013                                                 | 2014                                                 | 2015                                                 | 2016                                                 | 2017                                                 | 2018                                                 | 2019                                                 | 2020                                                 | 2021                                                 | 2022                                                 | 2023                                                 |
| ---------------------------------------------------- | ---------------------------------------------------- | ---------------------------------------------------- | ---------------------------------------------------- | ---------------------------------------------------- | ---------------------------------------------------- | ---------------------------------------------------- | ---------------------------------------------------- | ---------------------------------------------------- | ---------------------------------------------------- | ---------------------------------------------------- | ---------------------------------------------------- | ---------------------------------------------------- | ---------------------------------------------------- | ---------------------------------------------------- | ---------------------------------------------------- | ---------------------------------------------------- |
| Positie                                              | -                                                    | -                                                    | -                                                    | -                                                    | -                                                    | -                                                    | -                                                    | -                                                    | -                                                    | 61                                                   | 31                                                   | 58                                                   | 54                                                   | 56                                                   | 29                                                   | 60                                                   |

### JOE FM Hitarchief Top 2000
| "Paradise by the Dashboard Light" JOE fm Hitarchief Top 2000 | "Paradise by the Dashboard Light" JOE fm Hitarchief Top 2000 | "Paradise by the Dashboard Light" JOE fm Hitarchief Top 2000 | "Paradise by the Dashboard Light" JOE fm Hitarchief Top 2000 | "Paradise by the Dashboard Light" JOE fm Hitarchief Top 2000 | "Paradise by the Dashboard Light" JOE fm Hitarchief Top 2000 |
| Jaar                                                         | 2009                                                         | 2010                                                         | 2011                                                         | 2012                                                         | 2013                                                         |
| ------------------------------------------------------------ | ------------------------------------------------------------ | ------------------------------------------------------------ | ------------------------------------------------------------ | ------------------------------------------------------------ | ------------------------------------------------------------ |
| Positie                                                      | 9                                                            | 4                                                            | 3                                                            | 5                                                            | 5                                                            |

- MusicBrainz work: 4bb4d7f5-286a-45bf-ab91-232b398a93b3